# Bimékizumab
Le Bimékizumab est un anticorps monoclonal humanisé igG1 anti-IL17A, IL-17F et IL-17AF qui fait l'objet d'études pour le traitement de la spondylarthrite ankylosante, du rhumatisme psoriasique et du psoriasis. Il est commercialisé sous le nom de Bimzelx.

## Principe
Le Bimékizumab est anticorps monoclonal un inhibiteur des cytokines IL17A, IL17F et IL17AF,,.

## Essais cliniques
Trois études de phase III ont donné des résultats positifs dans le traitement du psoriasis par Bimékizumab, évalué selon le score PASI :
- L'étude BE READY a montré que 91% des patients avaient atteint le score PASI90 après 16 semaines de traitement au Bimékizumab contre 1% dans le groupe placébo[4].
- L'étude de phase III BE VIVID a évalué Bimékizumab contre ustékinumab (commercialisé sous le nom de Stellara). Après 16 semaines, 85% des patients traités avec Bimékizumab ont atteint PASI90 contre 50% dans les groupes ustékinumab[4].
- Enfin, Bimékizumab s'est révélé plus efficace que le Cosentyx dans l'étude de phase III BE RADIANT : après 16 semaines de traitement, 61,7% des patients traités par Bimékizumab ont atteint PASI100 contre 48,9% pour ceux sous Secukinumab[5].
 Le 28 mars 2022, sont publiées des données de long terme montrant que 80% des patients ayant atteint un score PASI100 à la semaine 16 le maintiennent après deux ans de traitement et que 100% de ceux ayant un PASI100 en semaine 48 le conservent en semaine 96 [6].

Les patients ayant suivi jusqu'au bout l'une des trois études mentionnées étaient éligibles à participer à l'étude de phase III BE BRIGHT, qui montre dans ses résultats intermédiaires que 90% des patients ayant obtenu une peau claire ou presque claire après six semaines de traitement la conservent après deux ans en gardant le même dosage. 80% patients ayant atteint un PASI100 l'ont toujours après deux ans de traitement.
D'autres études d'efficacité sont en cours dans le traitement de la spondylarthrite ankylosante, du rhumatisme psoriasique.
Dans le rhumatisme psoriasique, l'étude de phase III BE OPTIMAL a atteint ses objectifs primaires et secondaires. Après 16 semaines, le nombre de patients connaissant une amélioration de 50% de leurs symptômes (score ACR50) est statistiquement significativement plus élevé dans le groupe sous traitement Bimzelx que dans le groupe placebo. La fonction physique est également significativement améliorée . Le médicament est également efficace dans les formes résistantes aux inhibiteurs du TNF alpha.
Dans la spondylarthrite ankylosante, l'étude de phase III BE MOBILE 2 a atteint son objectif primaire ainsi que tous ses objectifs secondaires en matière d'efficacité et de tolérance.
Dans la l'hidrosadénite inflammatoire chronique, les études de phase III BE HEARD et BE HEARD 2 ont atteint leurs objectifs primaire et secondaire , montrant contre placebo des réductions statistiquement significatives du nombre total d'abcès et de nodules inflammatoires.

## Effets indésirables
Le bimekizumab est généralement bien toléré. Cependant, certains patients peuvent présenter des effets indésirables, dont les plus fréquents sont :
- Infections des voies respiratoires supérieures, telles que des infections du nez et de la gorge[15].
- Candidoses orales, également appelées muguet[15].
- Céphalées ou maux de tête[16].
- Réactions au site d'injection, telles que rougeur ou douleur au point d'injection[16].

Comme pour d'autres traitements biologiques, des réactions d'hypersensibilité peuvent survenir. Par conséquent, la première injection est recommandée dans une structure de soins adaptée.

## Autorisations de mise sur le marché
Le bimekizumab (Bimzelx), a reçu plusieurs AMM pour diverses indications thérapeutiques :
- Union européenne :
  - En août 2021, la Commission européenne a approuvé le Bimzelx pour le traitement du psoriasis en plaques modéré à sévère chez les adultes nécessitant un traitement systémique[18].
  - En mai 2023, l'AMM a été élargie pour inclure les indications suivantes : 
    - Le traitement du rhumatisme psoriasique actif chez les adultes ayant eu une réponse inadéquate ou une intolérance à un ou plusieurs traitements de fond antirhumatismaux (DMARDs).
    - Le traitement de la spondylarthrite ankylosante active chez les adultes ayant obtenu une réponse inadéquate ou étant intolérants au traitement conventionnel.
    - Le traitement de la spondyloarthrite axiale non radiographique active, associée à des signes objectifs d’inflammation, chez les adultes ayant obtenu une réponse inadéquate ou étant intolérants aux anti-inflammatoires non stéroïdiens (AINS)[19].

  - En avril 2024, le Bimzelx a reçu une AMM pour le traitement de l'hidradénite suppurée active modérée à sévère chez les adultes lorsque les traitements systémiques conventionnels sont inefficaces[20].

- États-Unis :
  - En octobre 2023, la Food and Drug Administration (FDA) a approuvé le bimekizumab pour le traitement des adultes atteints de psoriasis en plaques modérées à sévères[21].
  - En novembre 2024, la FDA a étendu l'approbation du bimekizumab pour inclure le traitement de l'hidradénite suppurée modérée à sévère chez les adultes[22].